# Menlove Ave.
Menlove Ave. –en español: «Avenida Menlove»– es un álbum del músico británico John Lennon, publicado de forma póstuma en 1986 bajo la supervisión de su viuda, Yōko Ono.
El álbum está compuesto, en su primera parte, de canciones descartadas de las sesiones de grabación de Rock 'n' Roll, producidas junto a Phil Spector a mediados de 1973. La segunda parte incluye ensayos grabados a mediados de 1974 para el álbum Walls and Bridges.
El título hace referencia al primer hogar de Lennon, 251 Menlove Avenue, en Liverpool. Menlove Avenue es una larga calle del sur de la ciudad y conforma parte de la red de carreteras que la rodea. Aunque es también zona residencial, figura como una carretera principal. 
El diseño del álbum fue producido por el artista Andy Warhol, meses antes de que falleciera en 1987.
Menlove Ave. alcanzaría el puesto #127 en las listas de Billboard, convirtiéndose en el álbum menos exitoso de la carrera musical de Lennon. En el Reino Unido no entraría en las listas de éxitos.

## Lista de canciones
Todas las canciones compuestas y producidas por John Lennon excepto donde se anota.
1. "Here We Go Again" (John Lennon/Phil Spector) - 4:50
  - Producida por Phil Spector
2. "Rock 'n' Roll People" - 4:21
3. "Angel Baby" (Rosie Hamlin) - 3:42
  - Producida por Phil Spector
4. "Since My Baby Left Me" (Arthur Crudup) - 3:48
  - Producida por Phil Spector
5. "To Know Her Is to Love Her" (Phil Spector) - 4:37
  - Producida por Phil Spector
6. "Steel and Glass" - 4:10
7. "Scared" - 4:17
8. "Old Dirt Road" (John Lennon/Harry Nilsson) - 3:53
9. "Nobody Loves You (When You're Down And Out)" - 4:29
10. "Bless You" - 4:05